# ديلفين كومب
ديلفين كومب (بالفرنسية: Delphine Combe)‏ هي عداءة مسافات قصيرة فرنسية ولدت في يوم 6 ديسمبر 1974 في بلدة أوبيناس في فرنسا. أبرز إنجازاتها هو فوزها بالميدالية البرونزية في بطولة العالم لألعاب القوى 2017 في أثينا في سباق 4*100 متر تتابع.